# NGC 471
NGC 471 (другие обозначения — UGC 861, MCG 2-4-24, ZWG 436.29, IRAS01173+1431, PGC 4793) — линзообразная галактика (S0) в созвездии Рыбы. Открыта Альбертом Мартом в 1864 году, описывается Дрейером как «туманная звезда 12-й величины».
У галактики NGC 471 имеется несколько галактик-спутников, находящихся в пределах 0.6 её диаметра. Спектральная линия показывает, что объект имеет массивное центральное кольцо.
Этот объект входит в число перечисленных в оригинальной редакции «Нового общего каталога».